# Saint-Chinian
Pour le vin, voir saint-chinian (AOC).
Saint-Chinian [sɛ̃.ʃi.ɲɑ̃], en occitan Sanch Inhan [sanʃ‿i'njan], est une commune française située dans le sud-ouest du département de l'Hérault, en région Occitanie.
Exposée à un climat méditerranéen, elle est drainée par le Lirou, le Vernazobre, le ruisseau de Canimals, le ruisseau de Donnadieu, le ruisseau de Touloubre et par divers autres petits cours d'eau. La commune possède un patrimoine naturel remarquable : un site Natura 2000 (le « Minervois ») et quatre zones naturelles d'intérêt écologique, faunistique et floristique.
Saint-Chinian est une commune rurale qui compte 1 775 habitants en 2022, après avoir connu un pic de population de 4 339 habitants en 1861. Ses habitants sont appelés les Saint-Chinianais et Saint-Chinianaises.

### Localisation

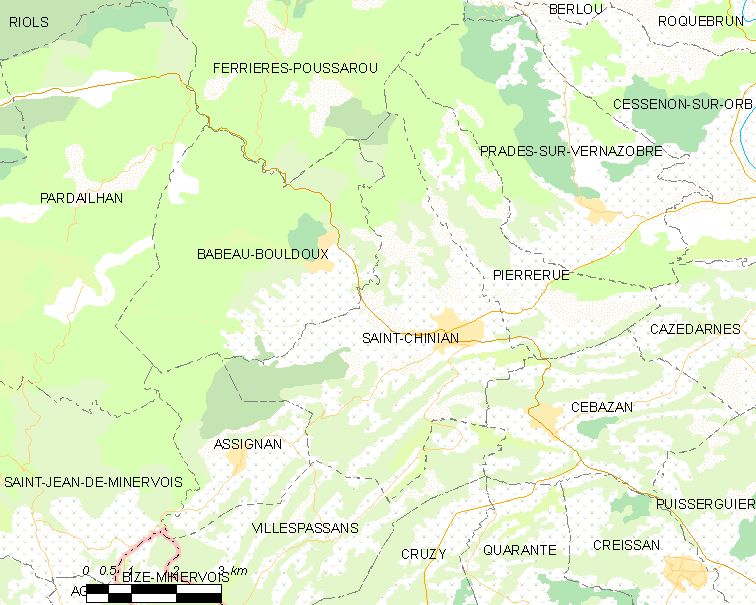
Carte

## Géographie

### Hydrographie
Saint-Chinian est arrosée par le ruisseau de Vernazobres.

### Voies de communication et transports
Saint-Chinian est traversée par :
- la D 612, en provenance de Saint-Pons-de-Thomières au nord-ouest et en direction de Cébazan au sud-est ;
- la D 20, en provenance de Villespassans au sud-ouest et en direction de Pierrerue à l'est ;
- la D 177, en provenance d'Assignan à l'ouest et en direction de Pierrerue à l'est.

### Climat
Pour des articles plus généraux, voir Climat de l'Occitanie et Climat de l'Hérault.
En 2010, le climat de la commune est de type climat méditerranéen franc, selon une étude s'appuyant sur une série de données couvrant la période 1971-2000. En 2020, Météo-France publie une typologie des climats de la France métropolitaine dans laquelle la commune est exposée à un climat méditerranéen et est dans la région climatique  Provence, Languedoc-Roussillon, caractérisée par une pluviométrie faible en été, un très bon ensoleillement (2 600 h/an), un été chaud (21,5 °C), un air très sec en été, sec en toutes saisons, des vents forts (fréquence de 40 à 50 % de vents > 5 m/s) et peu de brouillards.
Pour la période 1971-2000, la température annuelle moyenne est de 14,4 °C, avec une amplitude thermique annuelle de 16 °C. Le cumul annuel moyen de précipitations est de 782 mm, avec 6,5 jours de précipitations en janvier et 2,8 jours en juillet. Pour la période 1991-2020, la température moyenne annuelle observée sur la station météorologique la plus proche, située sur la commune de Berlou à 8 km à vol d'oiseau, est de 15,4 °C et le cumul annuel moyen de précipitations est de 892,1 mm,. Pour l'avenir, les paramètres climatiques de la commune estimés pour 2050 selon différents scénarios d'émission de gaz à effet de serre sont consultables sur un site dédié publié par Météo-France en novembre 2022.

### Milieux naturels et biodiversité

#### Réseau Natura 2000

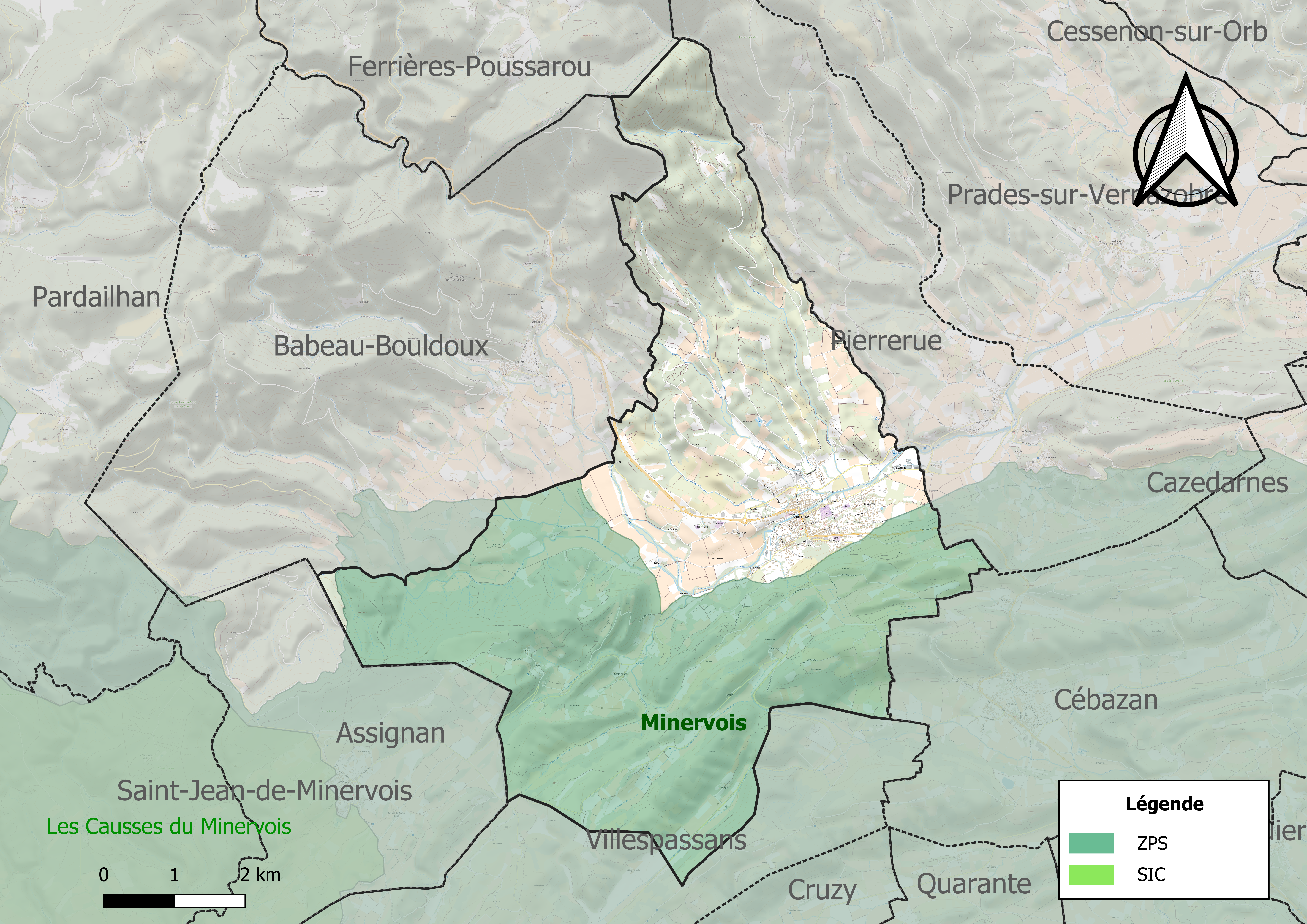
Sites Natura 2000 sur le territoire communal.

Le réseau Natura 2000 est un réseau écologique européen de sites naturels d'intérêt écologique élaboré à partir des directives habitats et oiseaux, constitué de zones spéciales de conservation (ZSC) et de zones de protection spéciale (ZPS).
Un site Natura 2000 a été défini sur la commune au titre  de la directive oiseaux : le « Minervois », d'une superficie de 24 820 ha, retenu pour la conservation de rapaces de l'annexe I de la directive oiseaux, en particulier l'Aigle de Bonelli et l'Aigle royal. Mais le Busard cendré, le Circaète Jean-le-Blanc et le Grand-Duc sont également des espèces à enjeu pour ce territoire.

#### Zones naturelles d'intérêt écologique, faunistique et floristique
L’inventaire des zones naturelles d'intérêt écologique, faunistique et floristique (ZNIEFF) a pour objectif de réaliser une couverture des zones les plus intéressantes sur le plan écologique, essentiellement dans la perspective d’améliorer la connaissance du patrimoine naturel national et de fournir aux différents décideurs un outil d’aide à la prise en compte de l’environnement dans l’aménagement du territoire.
Une ZNIEFF de type 1 est recensée sur la commune :
le « maquis de St-Chinian » (561 ha), couvrant 2 communes du département et trois ZNIEFF de type 2, : 
- le « Haut Minervois » (21 605 ha), couvrant 26 communes dont cinq dans l'Aude et 21 dans l'Hérault[12] ;
- la « montagne noire centrale » (34 724 ha), couvrant 27 communes du département[13] ;
- les « Vignes du Minervois » (9 972 ha), couvrant 13 communes du département[14].

Carte des ZNIEFF de type 1 et 2 à Saint-Chinian.
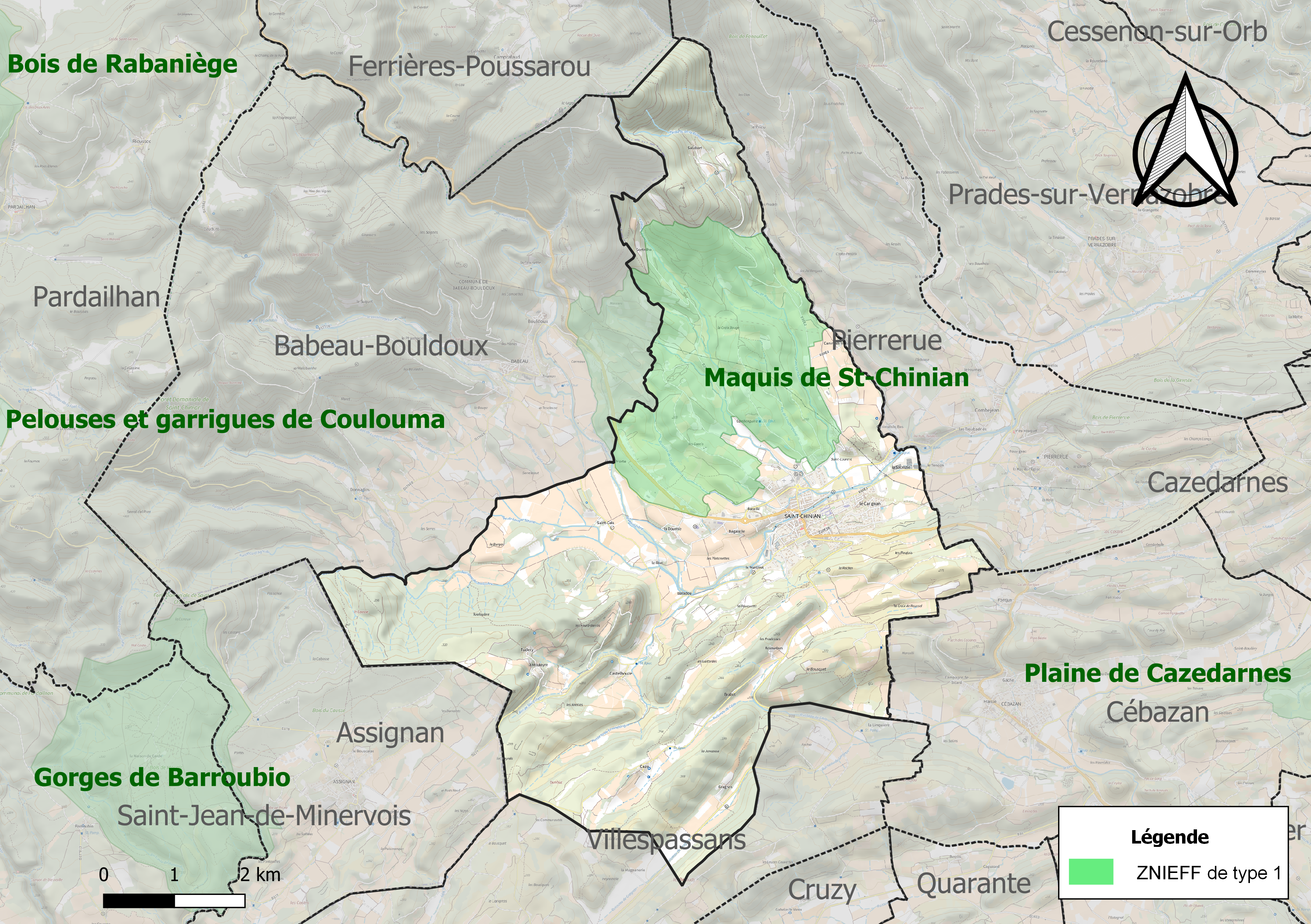
Carte de la ZNIEFF de type 1 sur la commune.
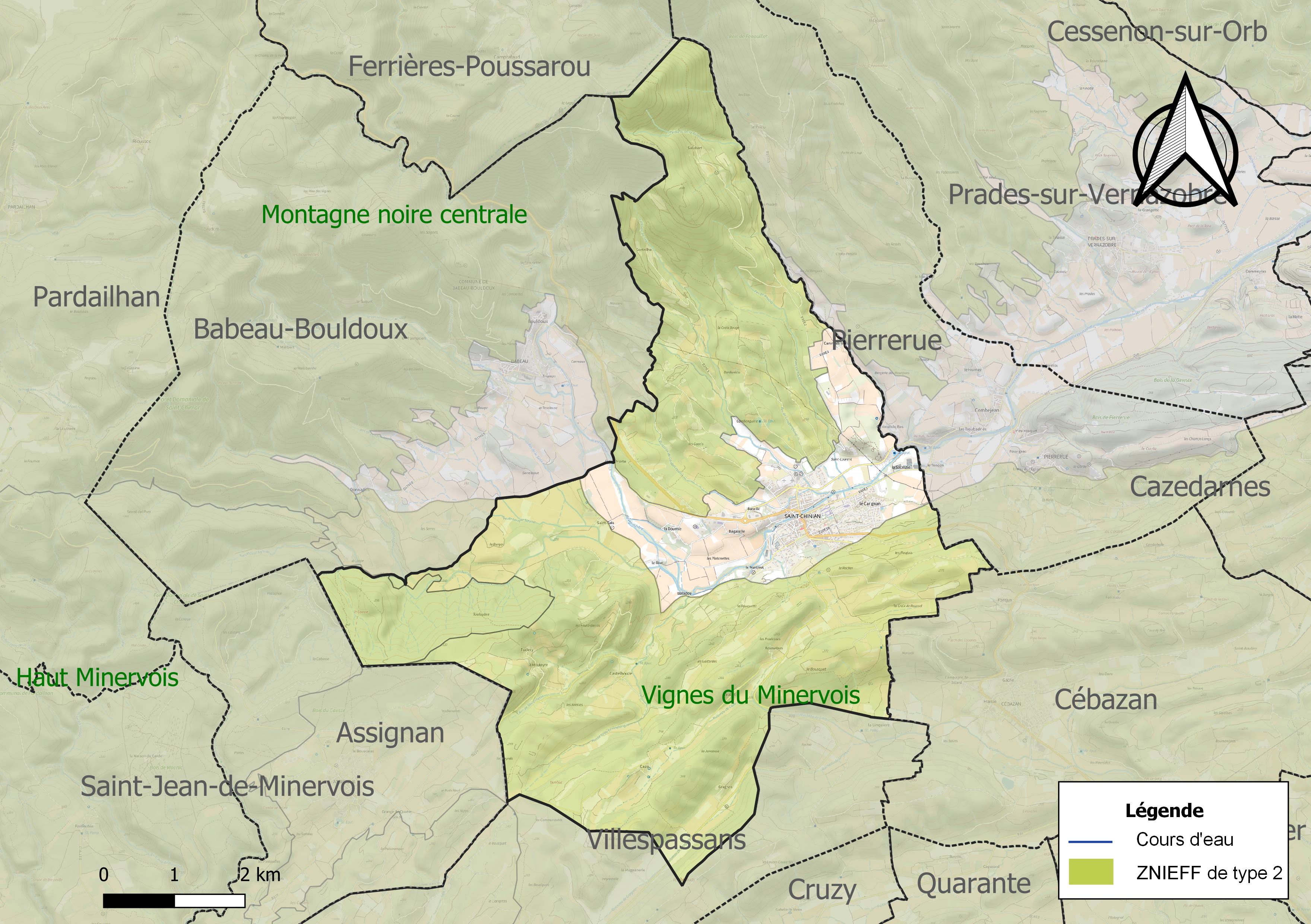
Carte des ZNIEFF de type 2 sur la commune.

## Urbanisme

### Typologie
Au 1er janvier 2024, Saint-Chinian est catégorisée bourg rural, selon la nouvelle grille communale de densité à sept niveaux définie par l'Insee en 2022.
Elle est située hors unité urbaine et hors attraction des villes,.

### Occupation des sols
L'occupation des sols de la commune, telle qu'elle ressort de la base de données européenne d’occupation biophysique des sols Corine Land Cover (CLC), est marquée par l'importance des territoires agricoles (49 % en 2018), en augmentation par rapport à 1990 (33,2 %). La répartition détaillée en 2018 est la suivante : 
cultures permanentes (33,4 %), milieux à végétation arbustive et/ou herbacée (28,2 %), forêts (18,9 %), zones agricoles hétérogènes (15,6 %), zones urbanisées (3,9 %). L'évolution de l’occupation des sols de la commune et de ses infrastructures peut être observée sur les différentes représentations cartographiques du territoire : la carte de Cassini (XVIIIe siècle), la carte d'état-major (1820-1866) et les cartes ou photos aériennes de l'IGN pour la période actuelle (1950 à aujourd'hui).

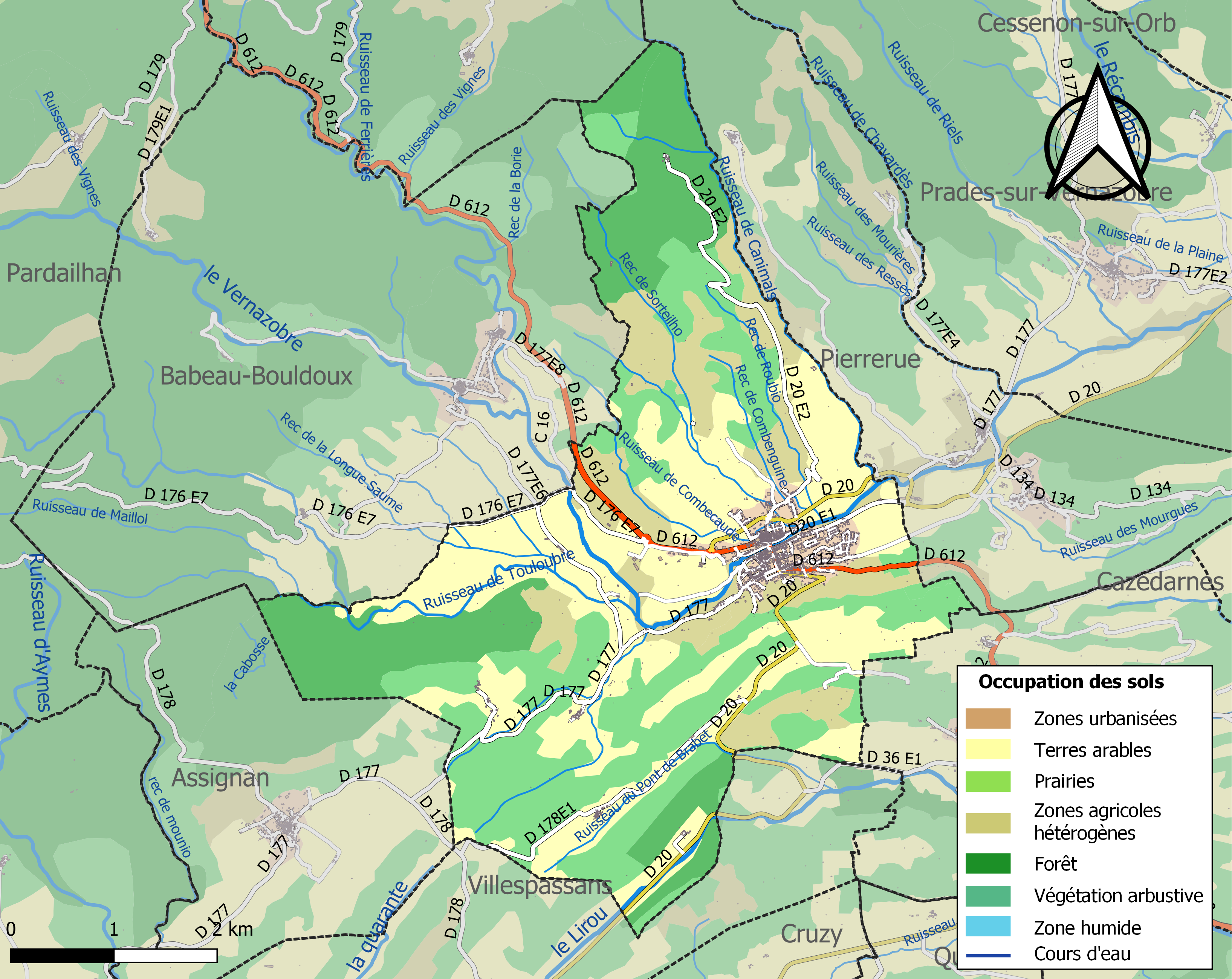
Carte des infrastructures et de l'occupation des sols de la commune en 2018 (CLC).

### Risques majeurs
Le territoire de la commune de Saint-Chinian est vulnérable à différents aléas naturels : météorologiques (tempête, orage, neige, grand froid, canicule ou sécheresse), inondations, feux de forêts, mouvements de terrains et séisme (sismicité très faible). Il est également exposé à un risque technologique,  le transport de matières dangereuses, et à un risque particulier : le risque de radon. Un site publié par le BRGM permet d'évaluer simplement et rapidement les risques d'un bien localisé soit par son adresse soit par le numéro de sa parcelle.

#### Risques naturels
Certaines parties du territoire communal sont susceptibles d’être affectées par le risque d’inondation par débordement de cours d'eau, notamment le Vernazobre et le Lirou. La commune a été reconnue en état de catastrophe naturelle au titre des dommages causés par les inondations et coulées de boue survenues en 1982, 1987, 1992, 1995, 1996, 2003, 2005, 2014 et 2018,.
Saint-Chinian est exposée au risque de feu de forêt. Un plan départemental de protection des forêts contre les incendies (PDPFCI) a été approuvé en juin 2013 et court jusqu'en 2022, où il doit être renouvelé. Les mesures individuelles de prévention contre les incendies sont précisées par deux arrêtés préfectoraux et s’appliquent dans les zones exposées aux incendies de forêt et à moins de 200 mètres de celles-ci. L’arrêté du 25 avril 2002 réglemente l'emploi du feu en interdisant notamment d’apporter du feu, de fumer et de jeter des mégots de cigarette dans les espaces sensibles et sur les voies qui les traversent sous peine de sanctions. L'arrêté du 11 mars 2013 rend le débroussaillement obligatoire, incombant au propriétaire ou ayant droit,.

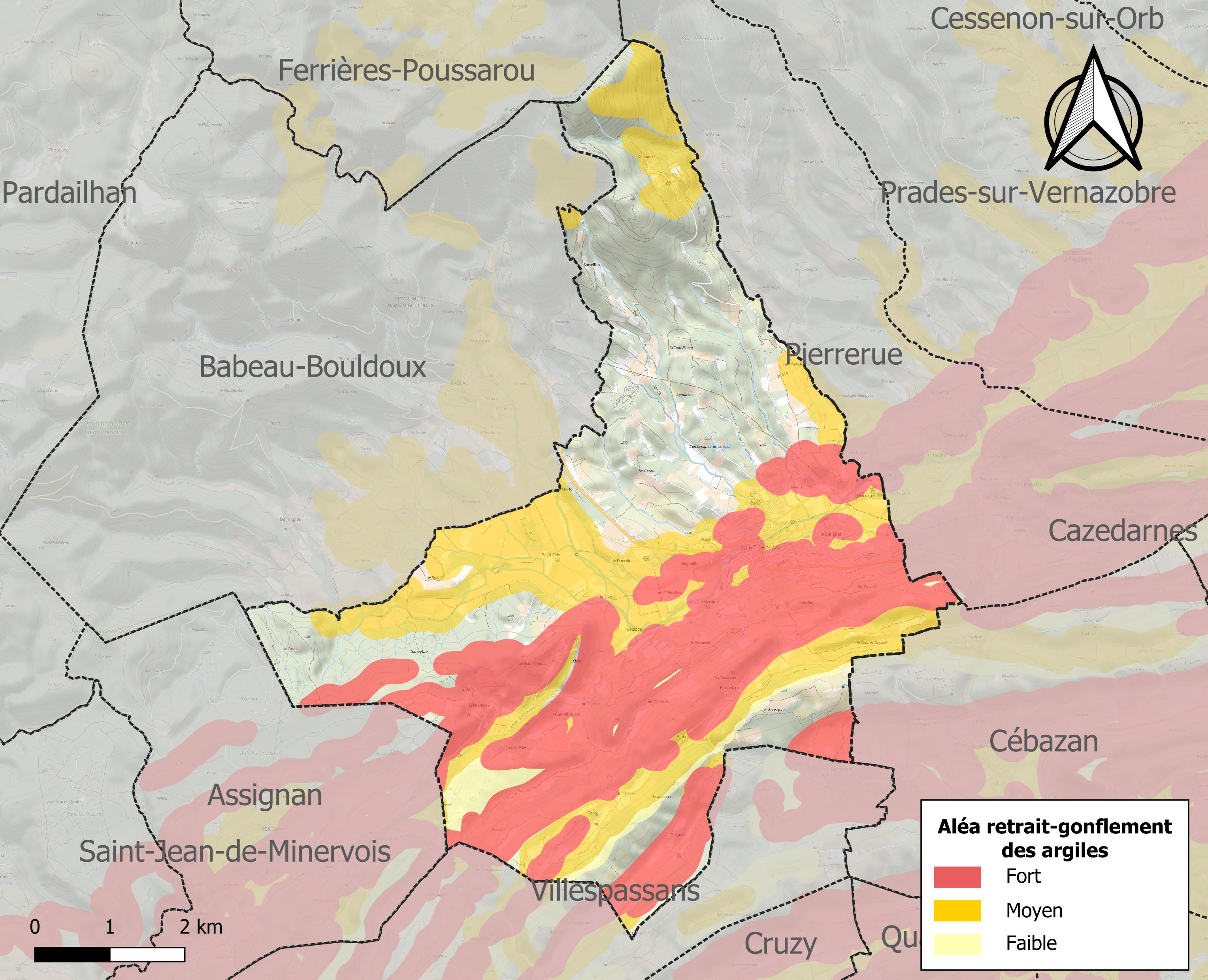
Carte des zones d'aléa retrait-gonflement des sols argileux de Saint-Chinian.

La commune est vulnérable au risque de mouvements de terrains constitué principalement du retrait-gonflement des sols argileux. Cet aléa est susceptible d'engendrer des dommages importants aux bâtiments en cas d’alternance de périodes de sécheresse et de pluie. 62,1 % de la superficie communale est en aléa moyen ou fort (59,3 % au niveau départemental et 48,5 % au niveau national). Sur les 1 092 bâtiments dénombrés sur la commune en 2019, 1 083 sont en aléa moyen ou fort, soit 99 %, à comparer aux 85 % au niveau départemental et 54 % au niveau national. Une cartographie de l'exposition du territoire national au retrait gonflement des sols argileux est disponible sur le site du BRGM,.
Par ailleurs, afin de mieux appréhender le risque d’affaissement de terrain, l'inventaire national des cavités souterraines permet de localiser celles situées sur la commune.

#### Risques technologiques
Le risque de transport de matières dangereuses sur la commune est lié à sa traversée par des infrastructures routières ou ferroviaires importantes ou la présence d'une canalisation de transport d'hydrocarbures. Un accident se produisant sur de telles infrastructures est susceptible d’avoir des effets graves sur les biens, les personnes ou l'environnement, selon la nature du matériau transporté. Des dispositions d’urbanisme peuvent être préconisées en conséquence.

#### Risque particulier
Dans plusieurs parties du territoire national, le radon, accumulé dans certains logements ou autres locaux, peut constituer une source significative d’exposition de la population aux rayonnements ionisants. Certaines communes du département sont concernées par le risque radon à un niveau plus ou moins élevé. Selon la classification de 2018, la commune de Saint-Chinian est classée en zone 2, à savoir zone à potentiel radon faible mais sur lesquelles des facteurs géologiques particuliers peuvent faciliter le transfert du radon vers les bâtiments.

## Toponymie
La forme la plus ancienne est monasterium S. Aniani, attestée dès 826, aussi dénommé Vernodubrus (le ruisseau des aulnes) dans l'Antiquité. Elle dérive ensuite en occitan en Sanch Inhan puis avec mécoupure en Sant Chinhan. Ce toponyme reprend le nom de, Anianus au Ve siècle. À la mi-juin 451, les Huns ayant assiégé Orléans, l’évêque Anianus (Aignan), originaire de la vallée du Rhône, leur opposa une farouche résistance. Sa tactique était de faire passer une procession sur le chemin de ronde des fortifications. Au troisième assaut, le 23 juin, Ætius et ses légions arrivèrent et firent déguerpir les assaillants. En souvenir de cet exploit trente-deux communes françaises prirent le nom de Saint-Aignan.

## Histoire
Au cours de la Révolution française, la commune porte provisoirement le nom de Vernodure. Les citoyens de la commune se réunissent au sein de la société révolutionnaire, baptisée « société populaire des sans-culottes », puis « société régénérée des sans-culottes montagnards » et créée en 1791.

## Politique et administration

### Liste des maires
| Période   | Période   | Identité                    | Étiquette            | Qualité |
| --------- | --------- | --------------------------- | -------------------- | --- |
| 1789      | 1790      | Victor Herménégilde Tricou  |                      | |
| 1790      | 1792      | Gabriel De La Garrigue      |                      | |
| 1792      | 1794      | Philippe Tarbouriech        |                      | |
| 1794      | 1797      | Joseph Martin               |                      | |
| 1797      | 1798      | Jean Victor Tricou          |                      | |
| 1798      | 1798      | Antoine Miquel              |                      | |
| 1798      | 1799      | Alary Paul Mirepoix         |                      | |
| 1799      | 1800      | Jean Vallat                 |                      | |
| 1800      | 1805      | Jean Victor Tricou          |                      | |
| 1805      | 1815      | Joseph Martin               |                      | |
| 1815      | 1830      | Paul Albert                 |                      | |
| 1830      | 1836      | André Vernazobres           |                      | |
| 1836      | 1848      | Paul Albert                 |                      | |
| 1848      | 1848      | Léopold Albert              |                      | |
| 1848      | 1850      | Napoléon Bousquet           |                      | |
| 1850      | 1852      | Victor Fourcade             |                      | |
| 1852      | 1852      | Bernard Sèbe                |                      | |
| 1852      | 1858      | Adolphe Arnaud              |                      | |
| 1858      | 1859      | Edouard Gaubert             |                      | Adjoint faisant fonction de Maire |
| 1859      | 1864      | Paul Mirepoix               |                      | |
| 1864      | 1868      | Germain Paul Marie Jalabert |                      | Adjoint, élu Maire en 1865 |
| 1868      | 1870      | Auguste Sabatier            |                      | |
| 1870      | 1872      | Maximin Valentin            |                      | Président de la Commission Municipale provisoire. Elu Maire en 1871                                                                        |
| 1872      | 1874      | Jules Razimbaud             |                      | |
| 1874      | 1876      | François Bertès             |                      | |
| 1876      | 1877      | Renaud Coural               |                      | |
| 1877      | 1878      | Auguste Sabatier            |                      | |
| 1878      | 1886      | Jules Razimbaud             |                      | |
| 1886      | 1892      | Irénée Couderc              |                      | |
| 1892      | 1897      | Emile Villebrun             |                      | |
| 1897      | 1914      | Jules-Armand Razimbaud      |                      | |
| 1914      | 1919      | Auguste Azéma               |                      | Adjoint remplace le Maire mobilisé |
| 1919      | 1922      | Jules-Armand Razimbaud      |                      | |
| 1922      | 1944      | Joseph Babeau               |                      | |
| 1944      | 1945      | Marceau Jalabert            |                      | Président du Comité Local de Libération |
| 1945      | 1948      | Louis Carpentier            | SFIO                 | Employé de bureau, Président du Comité local de Libération, décédé en fonction                                                             |
| 1948      | 1953      | Georges Amans               |                      | |
| 1953      | 1964      | Paul Bouttes                |                      | |
| 1964      | 1965      | Georges Amans               |                      | |
| 1965      | mars 1969 | Camille Salvetat            |                      | |
| mars 1969 | mars 1983 | Marguerite Bayou            | PS                   | Institutrice |
| mars 1983 | mars 2014 | Robert Tropéano             | PS puis DVG puis PRG | Sénateur de l'Hérault (2006-2014) Conseiller général du Canton de Saint-Chinian (1996-2015) Vice-président du conseil général de l'Hérault |
| mars 2014 | 2020      | Bruno Enjalbert             | DVD                  | Médecin |
| 2020      | En cours  | Catherine Combes            | SE                   | |

## Population et société

### Démographie
L'évolution du nombre d'habitants est connue à travers les recensements de la population effectués dans la commune depuis 1793. Pour les communes de moins de 10 000 habitants, une enquête de recensement portant sur toute la population est réalisée tous les cinq ans, les populations de référence des années intermédiaires étant quant à elles estimées par interpolation ou extrapolation. Pour la commune, le premier recensement exhaustif entrant dans le cadre du nouveau dispositif a été réalisé en 2007.

En 2022, la commune comptait 1 775 habitants, en évolution de +3,26 % par rapport à 2016 (Hérault : +7,49 %, France hors Mayotte : +2,11 %).
| 1793  | 1800  | 1806  | 1821  | 1831  | 1836  | 1841  | 1846  | 1851  |
| ----- | ----- | ----- | ----- | ----- | ----- | ----- | ----- | ----- |
| 3 223 | 2 721 | 2 992 | 3 059 | 3 270 | 3 541 | 3 627 | 3 973 | 4 059 |

| 1856  | 1861  | 1866  | 1872  | 1876  | 1881  | 1886  | 1891  | 1896  |
| ----- | ----- | ----- | ----- | ----- | ----- | ----- | ----- | ----- |
| 4 246 | 4 339 | 4 284 | 3 772 | 3 545 | 3 798 | 3 572 | 3 424 | 3 112 |

| 1901  | 1906  | 1911  | 1921  | 1926  | 1931  | 1936  | 1946  | 1954  |
| ----- | ----- | ----- | ----- | ----- | ----- | ----- | ----- | ----- |
| 3 181 | 3 037 | 2 745 | 2 526 | 2 550 | 2 530 | 2 532 | 2 194 | 2 056 |

| 1962  | 1968  | 1975  | 1982  | 1990  | 1999  | 2006  | 2007  | 2012  |
| ----- | ----- | ----- | ----- | ----- | ----- | ----- | ----- | ----- |
| 2 065 | 1 976 | 1 886 | 1 735 | 1 705 | 1 777 | 1 808 | 1 813 | 1 813 |

| 2017  | 2022  | - | - | - | - | - | - | - |
| ----- | ----- | - | - | - | - | - | - | - |
| 1 677 | 1 775 | - | - | - | - | - | - | - |

De 1999 à 2007, Saint-Chinian a augmenté de 37 habitants soit une progression de 2,1 %. Les retraités ou préretraités représentent 38 % de la population, les chômeurs 5,2 %, les actifs 31,2 %, les élèves et étudiants 4,7 % et les autres inactifs 20,9 %.

## Économie

### Revenus
En 2018, la commune compte 863 ménages fiscaux, regroupant 1 699 personnes. La médiane du revenu disponible par unité de consommation est de 17 840 € (20 330 € dans le département).

### Emploi
|                | 2008   | 2013   | 2018   |
| -------------- | ------ | ------ | ------ |
| Commune        | 9,6 %  | 12,2 % | 11,6 % |
| Département    | 10,1 % | 11,9 % | 12 %   |
| France entière | 8,3 %  | 10 %   | 10 %   |

En 2018, la population âgée de 15 à 64 ans s'élève à 849 personnes, parmi lesquelles on compte 69,6 % d'actifs (58 % ayant un emploi et 11,6 % de chômeurs) et 30,4 % d'inactifs,. Depuis 2008, le taux de chômage communal (au sens du recensement) des 15-64 ans est inférieur à celui du département, mais supérieur à celui de la France.
La commune est hors attraction des villes,. Elle compte 833 emplois en 2018, contre 748 en 2013 et 792 en 2008. Le nombre d'actifs ayant un emploi résidant dans la commune est de 503, soit un indicateur de concentration d'emploi de 165,7 % et un taux d'activité parmi les 15 ans ou plus de 41,1 %.
Sur ces 503 actifs de 15 ans ou plus ayant un emploi, 294 travaillent dans la commune, soit 59 % des habitants. Pour se rendre au travail, 70,1 % des habitants utilisent un véhicule personnel ou de fonction à quatre roues, 2,6 % les transports en commun, 17,8 % s'y rendent en deux-roues, à vélo ou à pied et 9,4 % n'ont pas besoin de transport (travail au domicile).

### Activités hors agriculture

#### Secteurs d'activités
208 établissements sont implantés  à Saint-Chinian au 31 décembre 2019. Le tableau ci-dessous en détaille le nombre par secteur d'activité et compare les ratios avec ceux du département,.
| Secteur d'activité                                                                                        | Commune | Commune | Département |
| Secteur d'activité                                                                                        | Nombre  | %       | %           |
| --- | ------- | ------- | ----------- |
| Ensemble                                                                                                  | 208     |         |             |
| Industrie manufacturière, industries extractives et autres                                                | 21      | 10,1 %  | (6,7 %)     |
| Construction                                                                                              | 27      | 13 %    | (14,1 %)    |
| Commerce de gros et de détail, transports, hébergement et restauration                                    | 67      | 32,2 %  | (28 %)      |
| Activités financières et d'assurance                                                                      | 8       | 3,8 %   | (3,2 %)     |
| Activités immobilières                                                                                    | 12      | 5,8 %   | (5,3 %)     |
| Activités spécialisées, scientifiques et techniques et activités de services administratifs et de soutien | 18      | 8,7 %   | (17,1 %)    |
| Administration publique, enseignement, santé humaine et action sociale                                    | 35      | 16,8 %  | (14,2 %)    |
| Autres activités de services                                                                              | 20      | 9,6 %   | (8,1 %)     |

Le secteur du commerce de gros et de détail, des transports, de l'hébergement et de la restauration est prépondérant sur la commune puisqu'il représente 32,2 % du nombre total d'établissements de la commune (67 sur les 208 entreprises implantées  à Saint-Chinian), contre 28 % au niveau départemental.

#### Entreprises et commerces
Les cinq entreprises ayant leur siège social sur le territoire communal qui génèrent le plus de chiffre d'affaires en 2020 sont : 
- Covalste, supermarchés (7 665 k€) ;
- Frances, construction de routes et autoroutes (4 359 k€) ;
- Installations Magasins Gerard Rocquet, agencement de lieux de vente (2 214 k€) ;
- Garage Bernard Et Fils, entretien et réparation de véhicules automobiles légers (2 205 k€) ;
- SARL Estoup, ambulances (1 395 k€).

### Agriculture
La commune est dans le « Soubergues », une petite région agricole occupant le nord-est du département de l'Hérault. En 2020, l'orientation technico-économique de l'agriculture  sur la commune est la viticulture.
|               | 1988 | 2000 | 2010 | 2020 |
| ------------- | ---- | ---- | ---- | ---- |
| Exploitations | 242  | 87   | 43   | 35   |
| SAU (ha)      | 947  | 664  | 582  | 403  |

Le nombre d'exploitations agricoles en activité et ayant leur siège dans la commune est passé de 242 lors du recensement agricole de 1988  à 87 en 2000 puis à 43 en 2010 et enfin à 35 en 2020, soit une baisse de 86 % en 32 ans. Le même mouvement est observé à l'échelle du département qui a perdu pendant cette période 67 % de ses exploitations,. La surface agricole utilisée sur la commune a également diminué, passant de 947 ha en 1988 à 403 ha en 2020. Parallèlement la surface agricole utilisée moyenne par exploitation a augmenté, passant de 4 à 12 ha.

## Culture locale et patrimoine

### Lieux et monuments
- Abbaye Saint-Aignan de Saint-Chinian, abbaye de bénédictins fondée en 817 ;
- Église Notre-Dame-de-la-Barthe de Saint-Chinian.
- Chapelle Notre-Dame-de-Nazareth de Saint-Chinian.
- Chapelle du couvent des Franciscaines de Saint-Chinian.
- Orgue Peyssy-Micot de l'église Notre-Dame-de-la-Barthe de Saint-Chinian.

La communauté de communes dite « Canal Lirou-St Chiniannais » regroupe les villages d'Assignan, Babeau-Bouldoux, Capestang, Cazedarnes, Cebazan, Cessenon sur Orb, Creissan, Cruzy, Montels, Montouliers, Pierrerue, Poilhes, Prades-sur-Vernazobre, Puisserguier, Quarante, Saint Chinian et Villespassans.

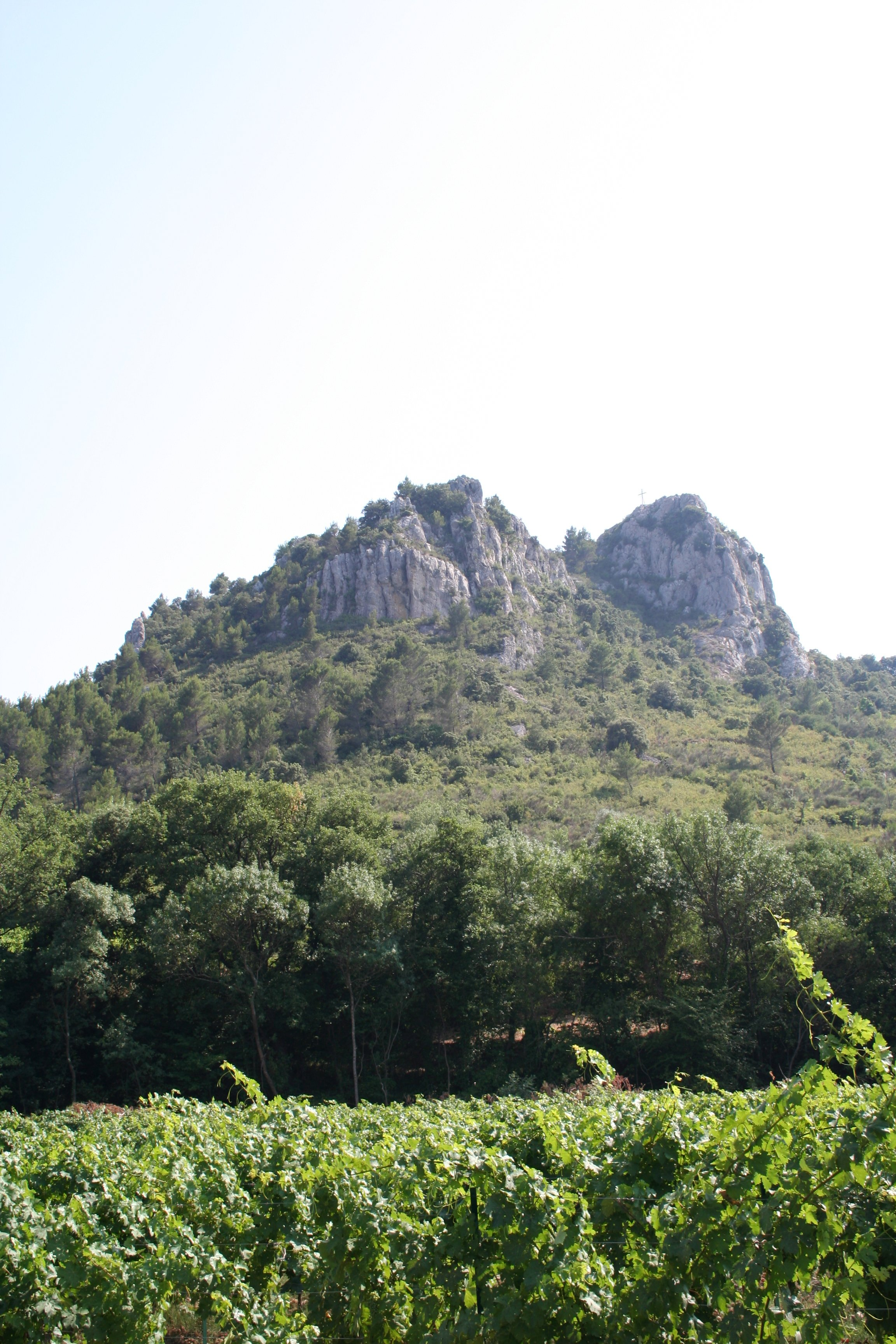
Notre-Dame-de-Nazareth.
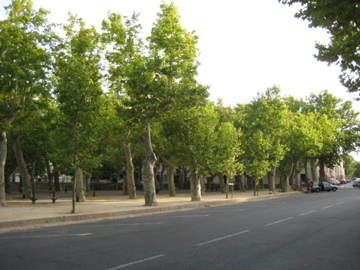
Les Allées
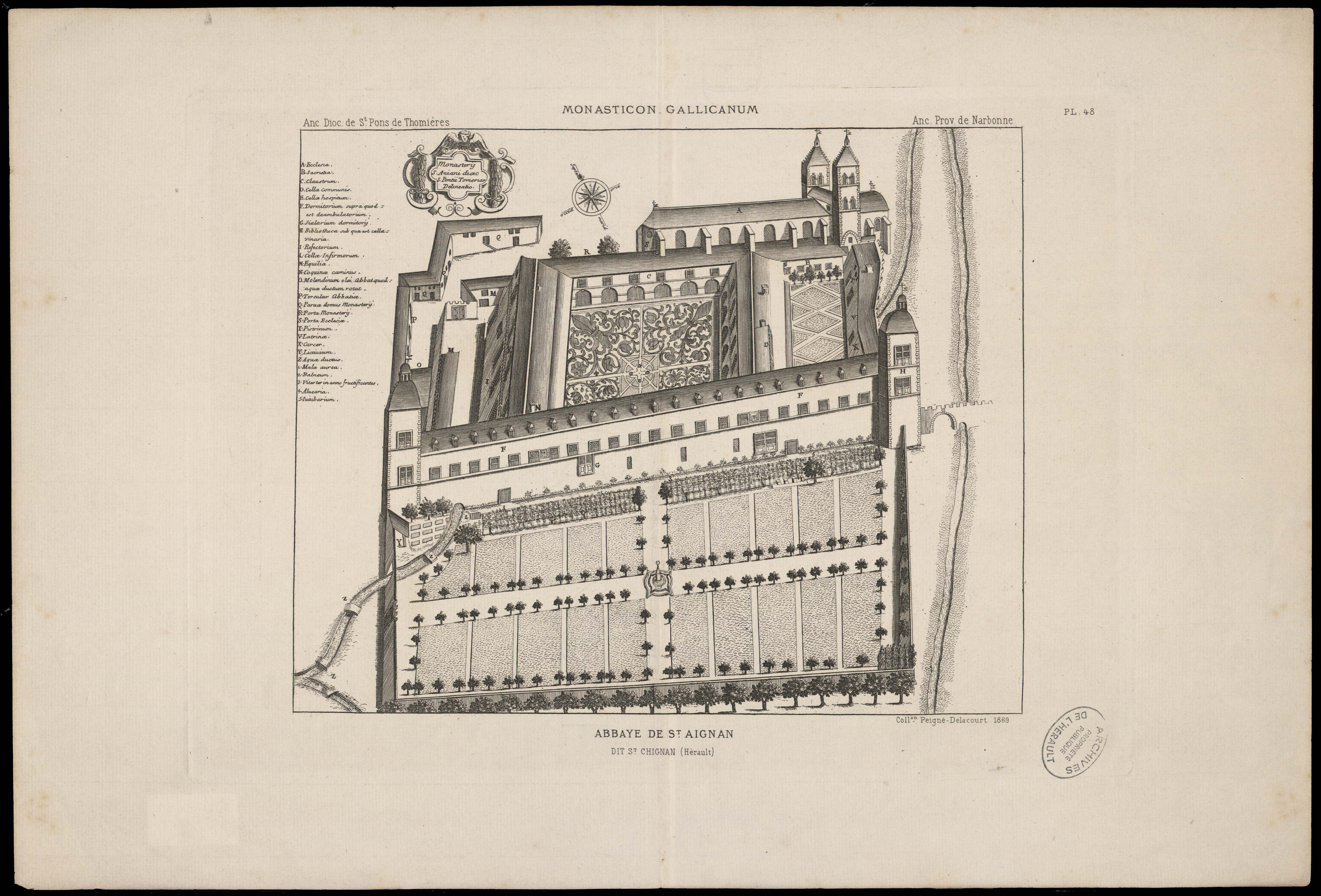
Gravure de l'abbaye Saint-Aignan (1869)

### Personnalités liées à la commune
- Françoise du Saint-Esprit (1820-1882), religieuse et fondatrice d'ordre, vénérable de l'Église catholique, morte dans la commune ;
- Joseph Fourcade, homme politique né le 9 juillet 1820 à Saint-Chinian (Hérault) et décédé le 15 juillet 1903 à Lalbarède (Tarn) ;
- François-Maximin Valentin (1821-1888), député de Isère (1887-1888), né dans la commune ;
- Auguste Affre dit Gustarello (1858-1931), chanteur lyrique, né sur la commune[39] ;
- Charles Trenet (1913-2001), chanteur. Il a passé sa jeune enfance et habité au notariat de son père[40]. L'habitation devient la maison des vins[41] ;
- Raoul Bayou (1914-1995), professeur au cours complémentaire de la commune[42].

### Héraldique
| Blason de Saint-Chinian | Les armes de Saint-Chinian se blasonnent ainsi : d'azur à une corne d'abondance d'or, déversant des fruits au naturel, sénestrée d'une croix cléchée et pommetée d'or remplie de gueules. |